# Barbara Wizimirska
Barbara Maria Wizimirska (* 12. Dezember 1942 in Radomsko) ist eine polnische Schriftstellerin, Politikwissenschaftlerin und Sozialaktivistin.

## Biografie
Barbara Wizimirska wurde 1942 in Radomsko geboren. Sie studierte politische Ökonomie an der Universität Warschau, wo sie in der Politikwissenschaft mit Spezialisierung auf internationale Beziehungen promoviert wurde. Von 1970 bis 1991 arbeitete Wizimirska beim Polnischen Institut für Internationale Angelegenheiten als Assistenzprofessorin. Zwischen 1994 und 1996 war sie auch im Polnischen Komitee für UNESCO und im Außenministerium tätig. 13 Jahre lang, von 1991 bis 2004, war die Polin zudem Redakteurin des Polnischen Jahrbuchs für Außenpolitik. Im Jahr 2004 wurde sie pensioniert. Seit 1968 lebt sie im Warschauer Ortsteil Falenica.

## Werke
- Pakistan – czas próby, Warszawa: Wydawnictwo Ministerstwa Obrony Narodowej, 1971
- Bangladesz: trudna niepodległość, Warszawa: Wydawnictwo Ministerstwa Obrony Narodowej, 1974
- Indie – Pakistan – Bangladesz: między wojną a pokojem, Warszawa: PISM, 1981
- Drogi kariery: Zulfikar Ali Bhutto i jego partnerzy: Indira Gandhi i Mujibur Rahman, Warszawa: Krajowa Agencja Wydawnicza, 1983
- Falenica: portret osiedla 2008, 2008
- Jubileusz 75-lecia powstania Parafii NSPJ w Falenicy 1934–2009, Warszawa, 2009
- Opowieści falenickie: o letnisku, rodzinie Szaniawskich oraz o jezuitach i ich dziełach, Warszawa: Wydawnictwo Akademickie Sedno, 2012
- Zapamiętane: Falenica 1935–1960 we wspomnieniach mieszkańców, Warszawa, 2018